# Tour della nazionale maschile di rugby a 15 delle Tonga 1994
La nazionale tongana di Rugby union nel periodo tra le due coppe del mondo si reca varie volte in tournée.
Mel 1994 si reca in Nuova Zelanda per una serie di match contro selezioni provinciali neozelandesi.
| 7 maggio 1994 | Taranaki | 16 – 23 | Tonga XV |  |

| 11 maggio 1994 | Wanganui | 13 – 42 | Tonga XV |  |

| 14 maggio 1994 | Manawatu | 9 – 19 | Tonga XV |  |

| 17 maggio 1994 | Hawke's Bay | 14 – 14 | Tonga XV |  |

| maggio 1994 | NZ Tongan | 12 – 13 | Tonga XV |  |